# تاريخ كولومبيا الاقتصادي
تتناول هذه المقالة التاريخ الاقتصادي لكولومبيا وتطورها من العصر الاستعماري إلى العصر الحديث.

## ما قبل الاستعماري
قبل وقت طويل من وصول أول المستكشفين الإسبان، كان اقتصاد السكان الأصليين في كولومبيا قائما على الزراعة في الغالب وخصوصاً الذرة والفواكه والخضروات المحلية مثل اليوكا والبطاطس التي جاءت بها الموجة الأولى من السكان الأصليين إلى أمريكا الوسطى حوالي 1200 قبل الميلاد، بكل ما يقتضيه ذلك من إدارة للمناخ والجغرافيا الكولومبية لتطوير تقنيات الزراعة.
لتليها موجة ثانية من سكان أمريكا الوسطى، أدخلت ثقافات جديدة لازالت متواجدة في المناطق المحيطة سان أوغستين، تييرا دينترو وتوماكو.
انقسم شعب التشيبتشا الذين هاجروا من نيكاراغوا والهندوراس إلى كولومبيا ما بين 400 و 300 سنة قبل الميلاد حوالي 1500 إلى قبيلتين: مويزكاس وتايروناس.
- قبيلة مويزكاس: سكان عاشوا في سهول كونديناماركا وبوياكا، بنوا اقتصادهم على الزراعة وخاصة على الذرة والبطاطا.
- قبيلة تايروناس: هم سكان استقروا على طول السلسلة الجبلية سييرا نيفادا، حيث كانوا يعيشون على إنتاج الملح والصيد الحيوانات المحلية من أجل غذائهم. وتبادل السلع من الملابس المصنوعة من القطن والبطانيات مع قبيلة مويزكاس.

بين عامي 1819 و1902
لم يظهر الاقتصاد الكولومبي المعاصر القائم على القهوة والصادرات الزراعية الأخرى إلا بعد الاستقلال في عام 1819 حين تمتع رجال الأعمال المحليين بحرية الاستفادة من الأسواق العالمية.
على الرغم من أنَّ الاستعمار قد عزز الحد الأدنى من النمو الاقتصادي المحلي فقد بدأت جهود تنظيم المشاريع الصغيرة في التبلور، إذ ظهرت بحلول القرن التاسع عشر مؤسسات اقتصادية متخصصة جيدًا. اعتمد الاقتصاد في ذلك الوقت بشكل أساسي على التعدين والزراعة وتربية الماشية، مع مساهمات الحرفيين والتجار المحليين أيضًا.
استمرت التغييرات الاجتماعية والاقتصادية ببطء، عمل النظام الاقتصادي كمجموعة ذات علاقات مرنة بالمنتجين الإقليميين وليس ككيان وطني. كانت الأرض والثروة لا تزال امتيازات للأقلية. استمر العمل القسري في المناجم، وكانت هناك ترتيبات عمل مختلفة في مناطق المزارع مثل المزارعة والعمالة ذات الأجور المنخفضة. استفاد أصحاب الأرض في كل الحالات وبقي العاملون فيها فقراء.
تطورت صناعات تصدير التبغ والقهوة في أواخر القرن التاسع عشر، ما أدى إلى توسع طبقة التجار بشكل كبير والتوسع السكاني ونمو المدن. استمر تركيز النشاط الاقتصادي في الزراعة والتجارة، وهما قطاعان يهدفان إلى فتح قنوات مع الأسواق العالمية ببطء وبثبات طوال القرن التاسع عشر.

## بين عامي 1902 و1967
شهدت كولومبيا في أعقاب حرب الألف يوم (1899-1902) طفرة في تجارة القهوة قادت البلاد إلى العصر الحديث، وعادت بفوائد النقل وخاصة السكك الحديدية والبنية التحتية للاتصالات وأولى المحاولات الرئيسية في التصنيع. وُصفت الفترة بين عامي 1905 و1915 كأهم مرحلة نمو في التاريخ الكولومبي، إذ اتسمت بتوسع الصادرات والإيرادات الحكومية، فضلاً عن ارتفاع إجمالي الناتج المحلي. ساهمت القهوة بشكل كبير في تعزيز التجارة إذ نمت من 8% فقط من إجمالي الصادرات في بداية سبعينيات القرن التاسع عشر إلى ما نحو 75% بحلول منتصف عشرينيات القرن العشرين. كان لتوسيع إنتاج القهوة تأثير اجتماعي كبير بالإضافة إلى التأثير الاقتصادي المباشر. تطور إنتاج القهوة في كولومبيا تاريخيًا على قطع صغيرة جدًا من الأرض على عكس التعدين وبعض المنتجات الزراعية مثل الموز التي نمت في مزارع كبيرة. ونتيجة لذلك ظهرت فئة مهمة من مُلاك الأراضي الصغيرة الذين اعتمد دخلهم على سلعة تصدير رئيسية. شقت كميات غير مسبوقة من رأس المال الأجنبي طريقها إلى كل من الاستثمار الخاص والأشغال العامة خلال هذه الفترة بسبب الأداء القوي للقهوة والصادرات الأخرى.
ساعد النمو والتطور السريع للاقتصاد في أوائل القرن العشرين على دعم البلاد، واستطاعت مقاومة الكساد العظيم الذي بدأ في عام 1929. واصلت كولومبيا إنتاج المواد الخام وواصل إنتاجها التوسع على الرغم من انهيار أسعار البن خلال فترة الكساد.
أدى توسع صناعة البن إلى إرساء أسس التكامل الاقتصادي الوطني بعد الحرب العالمية الثانية. شهدت كولومبيا تحولًا خلال فترة توسع ما بعد الحرب. هيمنت الصناعات المحلية التي كانت مرتبطة بشكل مرن فقط بالأعمال الإقليمية الأخرى على قطاع الصناعة قبل خمسينيات القرن العشرين بسبب التضاريس الوعرة وشبكة النقل البدائية نسبيًا. عززت مرافق النقل المتطورة والممولة بشكل مباشر وغير مباشر من صناعة القهوة التنمية الوطنية. وسرعان ما أصبح التكامل الاقتصادي واضحًا مع التركيز على الصناعة والسكان في المدن الستة الكبرى. أدى نجاح القهوة في النهاية إلى إنشاء شبكة نقل جيدة سرّعت التحضر والتصنيع.
أُنجز التوسع الاقتصادي لبقية القطاع الصناعي وقطاع الخدمات على مرحلتين مختلفتين. اتبعت كولومبيا بين عامي 1950 و1967 برنامجًا محددًا للتصنيع لاستبدال الواردات، مع توجيه معظم الشركات الصناعية الناشئة نحو الاستهلاك المحلي والتي كانت تلبي حاجتها في السابق عن طريق الاستيراد. دُرس قطاع العمل خلال هذه الفترة مع التركيز على دور النوع الاجتماعي في تنظيم المصانع والعمال غير المنظمين سابقًا وكذلك الابتكارات التكنولوجية وظهور المهندسين الصناعيين المدربين مما غير ديناميكية العلاقات بين العمال والإدارة. غيّر المخططون في كل من الحكومة والصناعة بعد عام 1967 الاستراتيجية الاقتصادية لترويج الصادرات، إذ ركزوا على الصادرات غير التقليدية مثل الملابس والمواد الاستهلاكية المصنعة، بالإضافة إلى القهوة المصنعة.

## بين عامي 1967 و1989
شهد الاقتصاد الكولومبي منذ عام 1967 وحتى 1980 نموًا مستدامًا خاصة في صناعة القهوة. ووصلت أسعار البن إلى مستويات غير مسبوقة في منتصف السبعينيات بسبب مشاكل الطقس التي أثرت على أكبر مصدر في العالم (البرازيل). دفعت الأسعار المرتفعة إلى إجراء توسع مهم في إنتاج القهوة في كولومبيا. تضمن هذا التوسع زيادة كبيرة في المساحة المزروعة، وكان الأكثر أهمية هو إدخال مجموعة متنوعة من أنواع القهوة عالية الربح. تضاعف إنتاج القهوة في كولومبيا خلال فترة تجاوزت العقد بقليل. أدى التوسع في الإنتاج والتصدير إلى تعزيز الدخل والقدرة الشرائية لآلاف الأسر المشاركة في زراعة البن، وبالتالي زيادة الاستهلاك بسرعة والسماح للناتج المحلي الإجمالي بالتوسع بمعدل سنوي يزيد عن 5% خلال تلك الفترة. شكلت عائدات التصدير القوية والزيادة الكبيرة في احتياطيات النقد الأجنبي أبرز النتائج الملحوظة لهذا التوسع الاقتصادي. وكان على بنك الجمهورية (البنك المركزي الكولومبي) خلال تلك الفترة استخدام مجموعة متنوعة من السياسات والأدوات لمنع التضخم من التسارع.
شهد معظم النصف الثاني من القرن العشرين (حتى نهاية الثمانينيات على الأقل) إدارة الاقتصاد الكولومبي بطريقة محافظة إلى حد ما. لم تنغمس الحكومة في سياسات الاقتصاد الكلي الشعبوية على عكس معظم الدول الأخرى في المنطقة. لم تكن الحسابات المالية أبدًا متوازنة، ولذلك بقي الدين العام ضمن مستويات مريحة. تقلص التمويل الأجنبي المتدفق إلى المنطقة بشكل كبير في بداية الثمانينيات، وكانت كولومبيا هي الاقتصاد الرئيسي الوحيد في أمريكا اللاتينية الذي لم يغير دينه العام أو يعيد هيكلته. أدى هذا الموقف السياسي الحكيم إلى استقرار اقتصادي، إذ كان الأداء الاقتصادي متواضعًا على الرغم من تعرضها لمجموعة واسعة من الصدمات الدولية بما في ذلك التحولات في أسعار القهوة والنفط وأزمة الديون الدولية وتقلبات الأداء الاقتصادي لشركائها التجاريين الرئيسيين.
لعبت الحكومة في الثمانينيات دورًا متزامنًا في التشريع والتنظيم وريادة الأعمال، لا سيما من خلال توفير المرافق العامة واستغلال الموارد الطبيعية الرئيسية مثل النفط والفحم. استخدمت كولومبيا أيضًا أدوات متنوعة لسن السياسة التجارية مثل التعريفات والحصص من أجل تعزيز استبدال الواردات، واستكملت العملية بعد عام 1967 من خلال الترويج للصادرات والتنويع الاقتصادي. أصبح سعر الصرف محور سياسة الاقتصاد الكلي بهدف تشجيع الصادرات، إلى جانب العديد من إعانات التصدير بما في ذلك الإعفاءات الضريبية ودعم الائتمان. لم تتضمن إستراتيجية الترويج للصادرات تحرير الواردات. ومن السمات البارزة لتلك الاستراتيجية أنَّ بنك الجمهورية كان على استعداد لتغيير سعر الصرف لتعويض التضخم المحلي من أجل الحفاظ على القدرة التنافسية للمنتجين المحليين. أصبح سعر الصرف نتيجة لذلك دليلًا على معدل التضخم، لم يستغرق الأمر وقتًا طويلًا للدخول في حلقة مفرغة، وهي دائرة يغذي فيها التضخم سعر الصرف أو العكس. ونتيجة لذلك واجهت كولومبيا معدلات تضخم معتدلة لفترة طويلة على الرغم من إجراءات السياسات المالية الحكيمة.

## أنظر كذلك
تاريخ الفكر الاقتصادي